# 巨大擬濱蟹
巨大擬濱蟹（學名：Pseudocarcinus gigas），俗稱皇帝蟹，亦稱塔斯馬尼亞巨蟹、澳洲土皇蟹，分布於澳大利亞西部及南部海域，屬於真正的蟹類，同時也是螃蟹中重量最重的一個種類。身體寬度41公分，體重超过13.5公斤，頭胸甲寬度達到46公分。兩性差異巨大，雌性的身體強壯飽滿，鉗子大小適中且對稱；雄性的身體精瘦有棱角，但鉗子極其巨大，其中一隻鉗子的重量甚至能超過體重的一半以上。

## 身體特徵

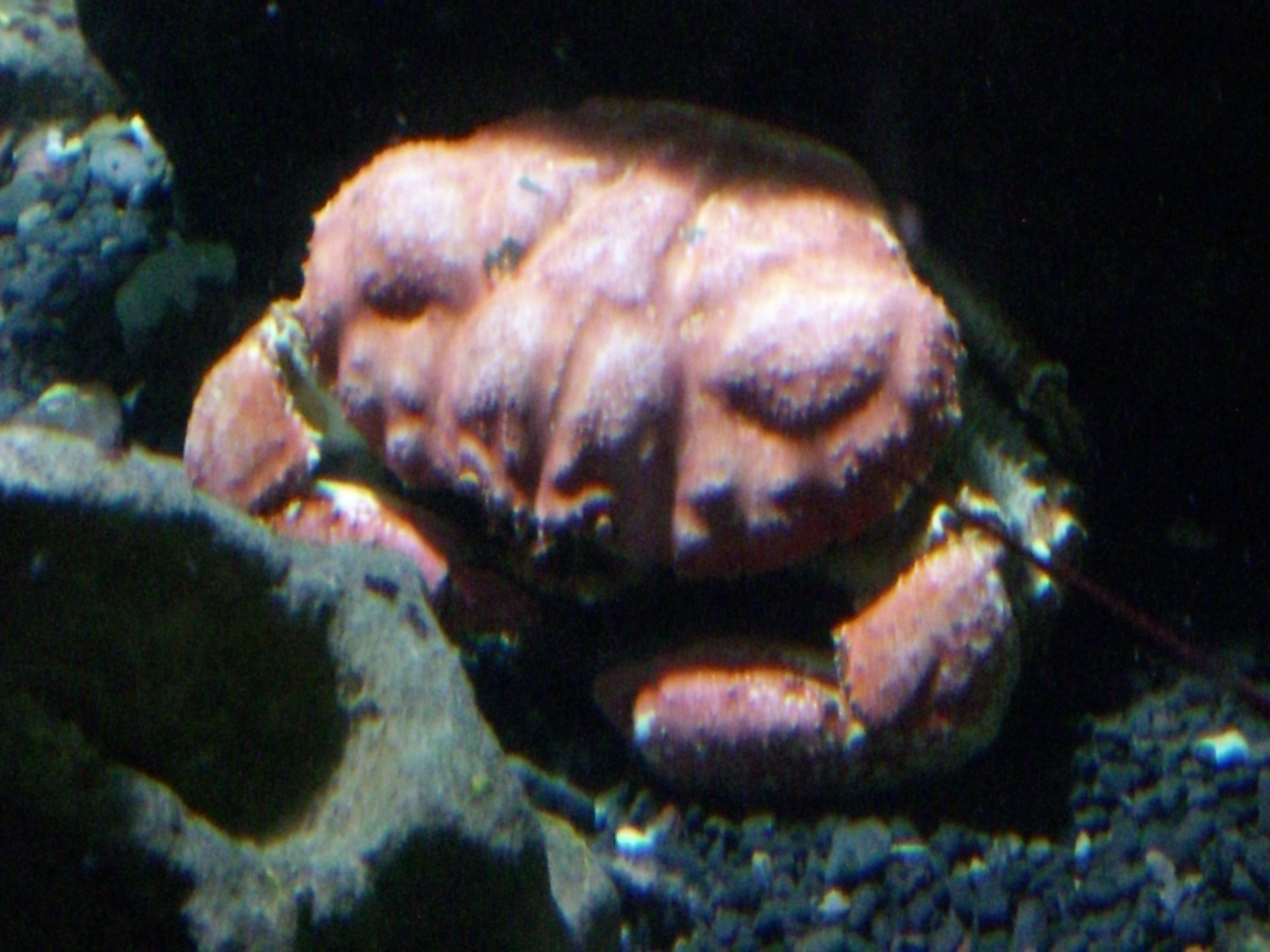
野生的皇帝蟹，因為雙鉗呈現對稱狀，且體型飽滿，所以能判定為雌性

巨大擬濱蟹是世界上最重的螃蟹之一，在螃蟹中只有甘氏巨螯蟹（Macrocheira kaempferi）能比它重。雄性的體型是雌性的兩倍多，雌性一般不超過7公斤（15磅）。雄性的鉗子左右不對稱，有一隻正常大小的鉗子和一隻超大的鉗子，大鉗子的長度比巨大擬濱蟹的甲殼寬度更長。雌性巨大擬濱蟹的雙鉗均為左右對稱，符合螃蟹體型的正常大小。這種螃蟹主要是下面呈白黃色，上面呈紅色；爪尖是黑色的。上面有黃色和紅色斑點的小個體。甲殼硬度較為堅硬，體色呈红白色，甲殼為扇形；螯足粗壮，鉗指為黑色。

## 生態行為
巨大擬濱蟹以腐肉和行動緩慢的物種為食，包括腹足動物、甲殼動物（包括無尾蟹和短尾蟹）和海星。同類相食也時有發生。它們在6月和7月繁殖，雌性攜帶0.5～2百萬個卵約四個月。孵化後，浮游幼蟲隨水流漂浮約兩個月，然後沉降在底部。該物種壽命長，生長緩慢；少年每三到四年換一次甲殼，成年雌性大約每九年換一次甲殼。這極大地限制了繁殖頻率，因為交配只能在舊甲殼脫落後立即進行，而新甲殼仍然柔軟。

## 漁業·食用
塔斯馬尼亞巨蟹自1992年以來一直在塔斯馬尼亞水域進行商業捕撈，澳大利亞於1993年確定了最小尺寸。捕魚通常是在水深超過140米（460英尺）的盆中進行。由於對漁獲量可持續性的擔憂，2004年總允許捕撈量調整為62.1噸（137,000磅）。25家經營者在2005年爭奪漁獲量，總漁獲量約為200萬澳元。塔斯馬尼亞巨蟹壽命很長，生長緩慢，很容易受到過度捕撈。出口前，它們有時會在裝有 10-14 °C（50-57 °F）水的水箱中保持活力。